# 齊亞特納湖
齊亞特納湖（白俄羅斯語：Цятна）是白俄羅斯的湖泊，位於上第文斯基東北32公里，由維捷布斯克州負責管轄，長1.9公里、寬1.2公里，面積1.28平方公里，集水區面積20.5平方公里，湖岸線長度4.68公里，最大水深1.8米。